# PX Index
Der PX-Index ist ein kapitalisierungsgewichteter Index der wichtigsten Aktien, die an der Prager Börse gehandelt werden. Er wird von der Wiener Börse berechnet.

## Geschichte
Zum Zeitpunkt seiner Einführung wurde der Berechnungsbeginn des Index auf den 5. April 1994 festgelegt und sein Eröffnungswert wurde auf 1.000 Punkte festgelegt. Zu diesem Zeitpunkt umfasste der Index 50 an der Prager Börse gehandelte Unternehmen und erhielt entsprechend die Bezeichnung PX 50, die bis März 2006 verwendet wurde.
Der Gesamtmarktindex PX-GLOB besteht aus allen Aktien, die im geregelten Markt der Prager Börse gehandelt werden.
Im Jahr 2014 führte die Prager Börse den Total Return Index PX-TR ein. Er hat die gleiche Basis wie der PX-Index, aber im Gegensatz diesem berücksichtigt der PX-TR Dividenden.

## Zusammensetzung
| Name ISIN                      |  | Anzahl Aktien   | Marktkapitalisierung | Branche     | Index Anteil |
| ------------------------------ |  | --------------- | -------------------- | ----------- | ------------ |
| Erste Group Bank AT0000652011  |  | 410 514 384 pcs | CZK 49,967.81 Mio.   | Finanzen    | 21,01 %      |
| VIG AT0000908504               |  | 128 000 000 pcs | CZK 31,104.00 Mio.   | Finanzen    | 13,08 %      |
| Philip Morris ČR CS0008418869  |  | 1 913 698 pcs   | CZK 9,886.16 Mio.    | Tabak       | 4,16 %       |
| ČEZ CZ0005112300               |  | 537 989 759 pcs | CZK 46,540.42 Mio.   | Energie     | 19,57 %      |
| Primoco UAV SE CZ0005135970    |  | 4 708 910 pcs   | CZK 1,264.34 Mio.    | Luftfahrt   | 0,53 %       |
| Komerční banka CZ0008019106    |  | 190 049 260 pcs | CZK 47,286.92 Mio.   | Finanzen    | 19,88 %      |
| Moneta Money Bank CZ0008040318 |  | 511 000 000 pcs | CZK 35,156.80 Mio.   | Finanzen    | 14,78 %      |
| Kofola ČS CZ0009000121         |  | 22 291 948 pcs  | CZK 2,761.97 Mio.    | Getränke    | 1,16 %       |
| Colt CZ CZ0009008942           |  | 56 463 028 pcs  | CZK 12,094.38 Mio.   | Waffen      | 5,09 %       |
| Photon Energy NL0010391108     |  | 61 238 521 pcs  | CZK 479.50 Mio.      | Energie     | 0,20 %       |
| Gevorkyan SK1000025322         |  | 16 657 272 pcs  | CZK 1,299.27 Mio.    | Metallurgie | 0,55 %       |

Stand 30. Januar 2025